# Michel Dussuyer
Michel Dussuyer (Cannes, 28 de maio de 1959) é um treinador de futebol e ex-futebolista francês que atuava como goleiro. Atualmente, é técnico da Seleção Beninense.

## Carreira
Jogou por mais tempo no Cannes, onde foi revelado nas categorias de base em 1970 e teve 3 passagens, contabilizando 225 partidas. Vestiu também as camisas de Nice, Alès e Montceau, antes de encerrar sua carreira de jogador em 1996, aos 37anos.
Depois da aposentadoria, trabalhou na comissão técnica do Cannes até 2002, exercendo a função de auxiliar-técnico do time principal e diretor-técnico da equipe Sub-19, voltando ao clube em 2006 para exercer o comando técnico dos Dragões na terceira divisão francesa. Sua carreira de treinador foi praticamente feita em seleções filiadas à CAF - foi auxiliar da seleção da Costa do Marfim em 2006 e técnico dos Elefantes entre 2015 e 2017, além de ter comandado Guiné entre 2002 e 2004 (saiu alegando razões familiares), 2010 a 2013 e de 2014 a 2015 (classificou a equipe para 3 edições da Copa das Nações Africanas) e Benin (onde esteve nas edições de 2010 e 2019), desde agosto de 2018.